# Kim Schicklang
Kim Anja Schicklang (* 11. Juli 1972 in Ulm) ist eine deutsche Filmproduzentin und Filmregisseurin sowie Sprecherin. Als Transsexuellen-Aktivistin ist sie Mitbegründerin und Vorsitzende des Vereins Aktion Transsexualität und Menschenrecht e.V. Sie gilt als eine der Vertreterinnen der deutschen Transsexuellenbewegung.

## Leben

### Werdegang und Beruf
Schicklang, nach Eigenangabe ein Arbeiterkind, absolvierte zwischen 1995 und 1999 ein Volontariat als Redakteurin im Regionalstudio Göppingen des Radiosenders Antenne 1 (Filstalwelle) und arbeitete im Jahr 2000 als Texterin in einer Werbeagentur in Ulm. 2000 bis 2009 war sie als On-Air-Producerin/-Designerin und Autorin bei Radio Fantasy in Augsburg tätig. Von 2010 bis 2017 war sie als Audio Engineer bei einem Stuttgarter Film- und Tonproduktionsunternehmen beschäftigt. Berufsbegleitend studierte sie ab 2010 mit einem Stipendium der Hans Böckler Stiftung an der Hochschule der Medien in Stuttgart audiovisuelle Medien. 2013 schloss sie dieses Studium mit dem Bachelor of Engineering (BE) mit dem Abschlussfilm Der Spalt – Gedankenkontrolle und 2016 mit dem Master of Arts (MA) ab. Seit 2018 ist sie als Technikerin und Ingenieurin beim SWR in Stuttgart beschäftigt.
Schicklang lebt heute in Ludwigsburg.

### Transsexuellen-Aktivistin
Nachdem sich Schicklang im Jahr 2005 als transsexuelle Frau selbst vergewissert hatte, einen Prozess, den sie selbst als Inting in Abgrenzung zu einem Coming-out umschrieb, war sie 2007 Mitbegründerin der Initiative Transsexualität und Menschenrecht aus der im April 2008 der Verein Aktion Transsexualität und Menschenrecht e.V. (ATME) hervorgegangen ist, dessen Vorsitzende sie ist. 2012 war Schicklang eine von drei Initiatorinnen des Landesnetzwerks LSBTTIQ in Baden-Württemberg. Im März 2013 erklärte sie als 1. Vorsitzende des ATME e.V. den Austritt des Vereins aus dem Netzwerk, weil „eine Zusammenarbeit mit am Thema Transsexualität uninteressierten Menschen nicht möglich ist und an diesen die Sichtbarkeit ebendieser scheitern würde“. 2015 war sie Ideengeberin der sogenannten Stuttgarter Erklärung ihres Vereins ATME. In Berlin organisierte sie eine Demonstration gegen die von ihr kritisierte Unsichtbarmachung geschlechtlicher Vielfalt durch die Antidiskriminierungsstelle des Bundes sowie das Bundesfamilienministerium und produzierte den Kurzfilm Panel 5.

### Andere Engagements
Seit 2014 engagiert sich Schicklang in den friedlichen Protesten gegen die Bildungsplangegner in Stuttgart und war 2015 Aktivistin in Opposition zur Demo für Alle in der Kontroverse um den Bildungsplan. Des Weiteren ist sie Mitglied des Arbeitskreises LSBTTIQ des ver.di-Bezirk Stuttgart.

## Diskografie
- 1995: Herbstzeit
- 2000: K.O.T 1991-1998 (Doppel-Vinyl)
- 2004: K.O.T Z (Vinyl)

## Filmographie
- 2014: Der Spalt – Gedankenkontrolle (zugleich Abschlussfilm des Bachelorstudiums, 2013[1])
- 2014: Frauenbilder (X)
- 2015: Panel 5

## Auszeichnungen
- 2004: BLM-Hörfunkpreis